# عزب قابيل
قرية عزب قابيل هي إحدى القرى التابعة لمركز دمنهور في محافظة البحيرة في جمهورية مصر العربية. حسب إحصاءات سنة 2006، بلغ إجمالي السكان في عزب قابيل 12424 نسمة، منهم 6301 رجل و6123 امرأة.